# 阿瑟·斯卡吉尔
阿瑟·斯卡吉尔（Arthur Scargill，1938年1月11日—）是英国工会和政党领导人。他1981年至2000年领导全国矿工工会。作为左翼人士，他任工会主席期间的1984-1985年英国矿工大罢工是英国工会与政治史上的一个关键事件。新工党出现及工党修订宪法第四条款之后，阿瑟·斯卡吉尔与工党分道扬镳，并于1996年创立了社会主义工党。他现在是该党的领导人。

## 早期生活
斯卡吉尔出生于约克郡的巴恩斯利。他的父亲哈罗德·斯卡吉尔是一个矿工，也是英国共产党员。他的母亲爱丽丝是一个专业厨师，25岁时曾产下一个死婴。她被告知可能无法生下正常婴儿。她31岁再次分娩是个意外。作为独子，斯卡吉尔受到父母百般宠爱。斯卡吉尔15岁离开学校成为矿工，他1953年起在伍利煤矿工作，在那里待了19年。

## 工会
斯卡吉尔很快成为一名左翼政治活动家，1955年到1962年他是一个共青团员，1962年到1996年是工党党员。斯卡吉尔于1973年成为全国矿工工会约克郡分会的领导人，这一职位一直延续到1981年。1973年，他组织的矿工罢工导致爱德华·希思政府于1974年3月下台。斯卡吉尔在1981年成为全国矿工工会的主席。
在他担任全国矿工工会约克郡分会主席期间，斯卡吉尔受到该工会左翼阵营的欢迎。矿工们认为他诚实，苦干，真正关心工人们的福利。在1981年竞选全国矿工工会主席时，斯卡吉尔以约70％的选票当选。斯卡吉尔纲领中的一大举措是把更多的权力交给工会大会而不是交给执行会议，理由是权力交给工会大会更为民主。此举对全国矿工工会的各分会间的关系产生深远影响；象约克郡那样的大分会与北威尔士那样的小分会在执行委员会中的投票人数相当。除肯特之外。小分会都不太激进。斯卡吉尔的举措使全国矿工工会在推行强硬对抗政策时获得更广泛的支持。
由于出言大胆，战术运用令人不测，斯卡吉尔成为一个非常有争议的人物。他也因能对同情他事业的广大民众发表言辞激烈并充满感情的演讲而受人瞩目。
在1972年和1974年罢工使用飞行纠察队（阻止矿厂在劳资纠纷解决前开工）之举使资方对矿工做出了显着的让步，这使他成为最令英国保守党右翼惧怕的人。
他为采矿业和依赖采矿业的社区的未来着想并反对撒切尔政府政策的立场使他领导了1984至1985年的矿工罢工。大罢工以矿工的惨败收场，全国矿工工会也因此分化（另参阅民主矿工工会）。这次罢工被普遍视为工会运动的一场重大挫败。矿工大罢工后，他在一次备受争议的选举中以压倒多数票被选为全国矿工工会的终身主席，一些候选人称他们只有很少的时间准备竞选。
由于斯卡吉尔在1984至1985年矿工罢工这一在英国政治局面中有举足轻重影响的冲突中和其中一个阵营紧密密切，因此很难客观评估斯卡吉尔。他的反对者们可能把他描述成一个脱离了流行政治的边缘化政治家，认为他不懂基本的经济基础，输掉了一场旷日持久，最终却徒劳无功的矿工罢工，怪罪他导致了全国矿工工会的分裂，毁掉了英国深开采煤炭的国际竞争力。除了罢工是以矿工失败结束这一客观事实外，他的支持者则不大可能接受任何上述评论。他们认为，罢工是必要的，全国矿工工会的分裂错在（受政府教唆而从内部分化出去的）民主矿工工会，煤炭工业的下滑是因为政府的首要之举是打击工会组织，和更为中立的左翼政治家相比，斯卡吉尔不那么受欢迎是因为他更愿意坚持自己的原则，即使这些原则不那么流行。有人称，1984至1985年的矿工罢工是两大阶级中血腥斗士之间的一场厮杀, 双方在坚持自己的阶级立场上都不肯做丝毫让步。

## 延伸阅读
- Campbell, Adrian, and Malcolm Warner. "Leadership in the Miners Union-Scargill, Arthur Rise to Power." Journal of General Management 10.3 (1985): 4-22.
- Crick, Michael. Scargill and the Miners (Penguin, 1985)
- Peter, Gibbon. "Analysing the British miners' strike of 1984–5." Economy and Society 17.2 (1988): 139-194.
- Routledge, Paul. Scargill: the unauthorized biography (HarperCollins, 1993)
- Wilsher, Peter, Donald Macintyre, and Michael CE Jones, eds. Strike: Thatcher, Scargill and the miners (A. Deutsch, 1985)
- Winterton, Jonathan, and Ruth Winterton. Coal, crisis and conflict: the 1984-85 miners' strike in Yorkshire (Manchester University Press, 1989)
- Seumas Milne. " The Enemy Within", Verso 2014.